# Larutia
Larutia is een geslacht van hagedissen uit de familie skinken (Scincidae).

## Naam en indeling
De wetenschappelijke naam van de groep werd voor het eerst voorgesteld door Wolfgang Böhme in 1981. De wetenschappelijke naam Larutia is een tautologie en is afgeleid van de soortaanduiding van Lygosoma larutense. In deze soortaanduiding komt de naam van het Maleisische district Larut. Er zijn acht soorten, inclusief de pas in 2011 beschreven soorten Larutia nubisilvicola en Larutia penangensis.
Een aantal soorten werd eerder tot andere geslachten gerekend, zoals Chelomeles en Lygosoma.

## Uiterlijke kenmerken
Het lichaam is langwerpig en slangachtig, de kopromplengte bedraagt ongeveer 11 tot 25 centimeter. De lichaamskleur is meestal bruin tot grijs, veel soorten hebben lichtere vlekjes op het lichaam. Larutia trifasciata heeft drie afstekende lichtgele dwarsbanden aan de voorzijde van het lichaam.
De meeste soorten hebben kleine pootjes, deze ontbreken echter bij de soort Larutia penangensis. Bij de soorten die wel pootjes hebben zijn deze vaak zeer klein. Er is een zekere gradatie van de mate waarin de poten zijn ontwikkeld. Larutia larutensis heeft bijvoorbeeld alleen twee tenen aan de achterpoten en geen vingers aan de voorpoten. Larutia puehensis heeft twee tenen aan de achterpoten en gereduceerde vingers. Larutia miodactyla heeft geen achterpoten meer, wel is een enkele teen zichtbaar aan weerszijden van de achterkant van het lijf, de voorpoten hebben twee gereduceerde vingers.
De skinken zijn uit elkaar te houden door de verschillende schubben aan de kop en op het lichaam. Het aantal labiaalschubben bijvoorbeeld kan drie zijn, of drie tot vier, vier, of vijf.

## Verspreiding en habitat
Alle soorten komen voor in delen van Zuidoost-Azië en leven in de landen Indonesië, Maleisië en Thailand. De habitat bestaat uit de bodem van vochtige bossen zoals regenwouden. De dieren leven in de strooisellaag en graven zich in onder stenen en andere objecten.
Door de internationale natuurbeschermingsorganisatie IUCN is aan twee soorten een beschermingsstatus toegewezen. Larutia sumatrensis staat te boek als 'onzeker' (Data Deficient of DD) en Larutia miodactyla wordt beschouwd als 'veilig' (Least Concern of LC).

## Soorten
Het geslacht omvat de volgende soorten, met de auteur en het verspreidingsgebied.
| Naam                  | Auteur                                                       | Verspreidingsgebied |
| --------------------- | ------------------------------------------------------------ | ------------------- |
| Larutia larutensis    | Boulenger, 1900                                              | Maleisië            |
| Larutia miodactyla    | Boulenger, 1903                                              | Maleisië            |
| Larutia nubisilvicola | Chan-ard, Cota, Makchai & Lhaotaew, 2011                     | Thailand            |
| Larutia penangensis   | Grismer, Huat, Siler, Chan, Wood, Grismer, Sah & Ahmad, 2011 | Maleisië            |
| Larutia puehensis     | Grismer, Leong & Yaakob, 2003                                | Maleisië            |
| Larutia seribuatensis | Grismer, Leong & Yaakob, 2003                                | Maleisië            |
| Larutia sumatrensis   | Günther, 1873                                                | Indonesië           |
| Larutia trifasciata   | Tweedie, 1940                                                | Maleisië            |